# Eschatotypa melichrysa
Eschatotypa melichrysa är en fjärilsart som beskrevs av Edward Meyrick 1880. Eschatotypa melichrysa ingår i släktet Eschatotypa och familjen äkta malar. Inga underarter finns listade i Catalogue of Life.